# Claus-Dieter Krohn

Claus-Dieter Krohn, 2014

Claus-Dieter Krohn (* 30. Juli 1941 in Hamburg; † 6. September 2019) war ein deutscher Historiker. Er war bis zu seinem Ruhestand Professor an der Leuphana Universität Lüneburg.

## Leben
Krohn studierte Geschichte, Germanistik und Politikwissenschaften an der Universität Hamburg und FU Berlin und gehörte mit seiner Promotion im Jahr 1973 zu den letzten Doktoranden des Hamburger Historikers Fritz Fischer. An der Freien Universität Berlin wirkte er anschließend als Historiker im Fachbereich Germanistik an einem interdisziplinären Projekt zur Sozialgeschichte der Literatur mit. Im Jahr 1975 wechselte er zusammen mit weiteren jüngeren Wissenschaftlern verschiedener Disziplinen an die damals noch Pädagogische Hochschule Lüneburg, deren Überführung in eine Gesamthochschule/Universität bevorstand. Dort lehrte er Geschichte zunächst mit dem Schwerpunkt Sozial- und Wirtschaftsgeschichte; ab Mitte der 1980er Jahre mit Einrichtung eines neuen Studiengangs Kulturwissenschaften dann Sozial- und Kulturgeschichte.
Verheiratet war Krohn mit der Erwachsenenpädagogin und frühen Migrationsforscherin Elisabeth Grundmann.

## Wirken
Krohns Forschungsschwerpunkte lagen bis zur Habilitation im Bereich der Wirtschaftsgeschichte. Seine Habilitationsschrift im Jahr 1979 an der Universität Hannover zum politischen Charakter der ökonomischen Theoriebildung im Deutschland der 1920er Jahre markierte einen neuen Forschungshorizont. Sie machte deutlich, dass die Vertreter der innovativsten Theorieansätze und originellsten handlungspraktischen Empfehlungen zur Bekämpfung der sozialen Dauerprobleme in der Weimarer Republik und der Weltwirtschaftskrise nach dem Machtantritt der Nationalsozialisten aus Deutschland verschwunden waren. Damit begannen Krohns Arbeiten auf dem damals neuen Feld der Exilforschung, die zu jener Zeit vor allem auf das literarische und politische Exil gerichtet war. Mit seiner Studie über die einzigartige, an der New School for Social Research in New York gegründeten University in Exile gehörte er zu den Pionieren jener Forschungen, die nicht allein die auf eine Rückkehr wartenden Exilanten in den Blick nahmen, sondern auch diejenigen aus Deutschland Vertriebenen, die sich als Emigranten in ihren Zufluchtsländern integrieren und akkulturieren wollten. In der Aufbruchsphase der Exilforschung übernahm er in dem dazu entstandenen Netzwerk einige wichtige Funktionen, etwa als Mitherausgeber des im Jahr 1983 gegründeten Jahrbuchs EXILFORSCHUNG, sodann im Vorstand der Gesellschaft für Exilforschung. Krohns Arbeiten wurden von der Deutschen Forschungsgemeinschaft (DFG) im Rahmen ihrer beiden Schwerpunktprogramme zur Exilforschung gefördert; seine Untersuchungen zur wirtschaftswissenschaftlichen Emigration gaben zusammen mit anderen zeitgleich entstandenen Arbeiten aus und zu anderen Disziplinen den Impuls zur Einrichtung des zweiten DFG-Schwerpunkts zur Wissenschaftsemigration ab 1987. Als Mitglied und langjähriger Vorsitzender des Wissenschaftlichen Beirats der im Jahr 1989 gegründeten Herbert und Elsbeth Weichmann-Stiftung hat er sich ebenfalls in mehr als 20 Jahren deren Stiftungszweck entsprechend für die finanzielle Förderung der Exilforschung engagiert. Als wissenschaftlicher Berater war er für die seit 2017 in Berlin tätige Stiftung Exilmuseum an deren Planungen eines dort zu gründenden Exilmuseums tätig.
Außerdem hat er sich im Vorfeld des 100. Jahrestags zur Gründung der Jugendbewegung auf dem Hohen Meissner im Jahr 1913 als einstiges Mitglied in der bündischen Jugend während der 1950er Jahre ausführlicher damit beschäftigt, an welche Traditionen diese bei ihrer Neugründung nach dem Zweiten Weltkrieg anknüpfte. Am Beispiel seines Jungenschaftsbundes in der Nachfolge der von Eberhard Koebel/tusk im Jahr 1929 gegründeten deutschen Jungenschaft (d.j.1.11) ging er der Frage nach, wie weit man sich dort nach dessen einstigem Diktum als „Wiederholende“ verstand oder als „Selbsterringende“ begriff, die in der jungen Bundesrepublik autonom ein neues kritisches und demokratisches Selbstverständnis entwickelten.

## Schriften (Auswahl)
- Wirtschaftstheorien als politische Interessen. Die akademische Nationalökonomie in Deutschland 1918-1933. Frankfurt/New York: Campus 1981. ISBN 3-593-32953-0.
- Wissenschaft im Exil. Deutsche Sozial- und Wirtschaftswissenschaftler in den USA und die New School for Social Research. Frankfurt/New York: Campus 1987, ISBN 3-593-33820-3. (Amerikan. Ausgabe: "Intellectuals in Exile. Refugee Scholars and the New School for Social Research." Amherst 1993, ISBN 0-87023-864-7).
- Emil Lederer: Der Massenstaat. Gefahren der klassenlosen Gesellschaft. Hg. und eingeleitet von Claus-Dieter Krohn, übersetzt von Angela Kornberger, Graz/Wien 1995, ISBN 3-901402-03-9 (= Bibliothek sozialwissenschaftlicher Emigranten, Bd. 2).
- Der Philosophische Ökonom. Zur intellektuellen Biographie Adolph Lowes. Marburg 1996, ISBN 3-89518-081-5.
- Handbuch der deutschsprachigen Emigration 1933–1945. Darmstadt 1998 (Hg. mit Patrik von zur Mühlen, Gerhard Paul und Lutz Winckler), ISBN 3-89678-086-7.
- Biographisches Handbuch der deutschsprachigen wirtschaftswissenschaftlichen Emigration nach 1933. 2 Bde., München 1999 (Hg. mit Harald Hagemann), ISBN 3-598-11284-X.
- Exil und Neuordnung. Beiträge zur verfassungspolitischen Entwicklung in Deutschland nach 1945. Düsseldorf 2000, ISBN 3-7700-5230-7 (= Dokumente und Texte. Hrsg. mit Martin Schumacher und der Kommission für Geschichte des Parlamentarismus und der politischen Parteien, Bd. 6).
- Zwischen den Stühlen? Remigranten und Remigration in der deutschen Medienöffentlichkeit der Nachkriegszeit. Hamburg 2002 (Hg. mit Axel Schildt), ISBN 3-7672-1411-3.
- Arnold Brecht, 1884–1977. Demokratischer Beamter und politischer Wissenschaftler in Berlin und New York. Stuttgart 2006 (Hg. mit Corinna R. Unger), ISBN 3-515-08883-0.
- Sozialisationsbedingungen Jugendbewegter in den 1960er Jahren. In: Jahrbuch des Archivs der deutschen Jugendbewegung, NF 4/2007, S. 31 ff., ISBN 978-3-89974463-7.
- Artikel Emigration 1933–1945/1950. In: Europäische Geschichte Online (EGO). Hrsg. vom Institut für Europäische Geschichte (IEG), Mainz, veröffentlicht am 31. Mai 2011.
- Artikel Exilforschung, Version 1.0, in: Docupedia-Zeitgeschichte, veröffentlicht am 20. Dezember 2012.